# Planaltina (peix)
Planaltina és un gènere de peixos de la família dels caràcids i de l'ordre dels caraciformes. L'espècie tipus Planaltina Myersi va ser descrit per James E. Böhlke el 1954. Conté tres espècies.

## Taxonomia
- Planaltina myersi (Böhlke, 1954)[2]
- Planaltina britskii (Mezenes, Weitzman & Burns, 2003)[5]
- Planaltina glandipedis (Mezenes, Weitzman & Burns, 2003)[5]